# 東姫路駅
東姫路駅（ひがしひめじえき）は、兵庫県姫路市市之郷字高田にある、西日本旅客鉄道（JR西日本）山陽本線の駅である。駅番号はJR-A84。「JR神戸線」の愛称区間に含まれている。

## 歴史
当駅は市之郷遺跡の直上に作られた駅である。JR山陽本線・播但線・姫新線（姫路駅付近）の連続立体交差事業による再開発・区画整理区域など、周辺市街地の土地利用を促進し、周辺住民の利便性や周辺公共施設へのアクセス性を向上させることを目的に設置された。事業費は29億円であり、内訳は駅施設に27億円、駅前広場整備に2億円である。駅施設費用のうち2/3は国庫補助金を含む形で姫路市が、駅前広場整備は全額姫路市が負担した。
駅名の由来は、全国的な知名度を有する「姫路駅」との位置関係を示すことで、当駅の所在地をイメージしやすくするためとしている。

### 年表
- 1997年（平成9年）
  - 4月：姫路駅東側から現在の東姫路駅付近までの区間（下り線）を高架化。
  - 6月：姫路駅東側から現在の東姫路駅付近までの区間（上り線）を高架化。
- 2010年（平成22年）7月4日：JR西日本より姫路市に、新駅設置が提案される[6]。
- 2013年（平成25年）
  - 3月13日：JR西日本と覚書締結[5]。
  - 4月24日：JR西日本と工事協定締結[5]。
  - 5月2日：東姫路駅（仮称）の建設工事が開始。
- 2015年（平成27年）10月2日：JR西日本が正式駅名を東姫路駅に決定[1]。
- 2016年（平成28年）3月26日：山陽本線（JR神戸線）の姫路駅 - 御着駅間に、当駅が新設開業[7]。
- 2018年（平成30年）3月17日：駅ナンバリングが導入され、使用開始[8]。
- 2022年（令和4年）
  - 8月31日：みどりの券売機プラスを撤去[9][10]。
  - 9月1日：みどりの券売機を導入[9][10]。

## 駅構造

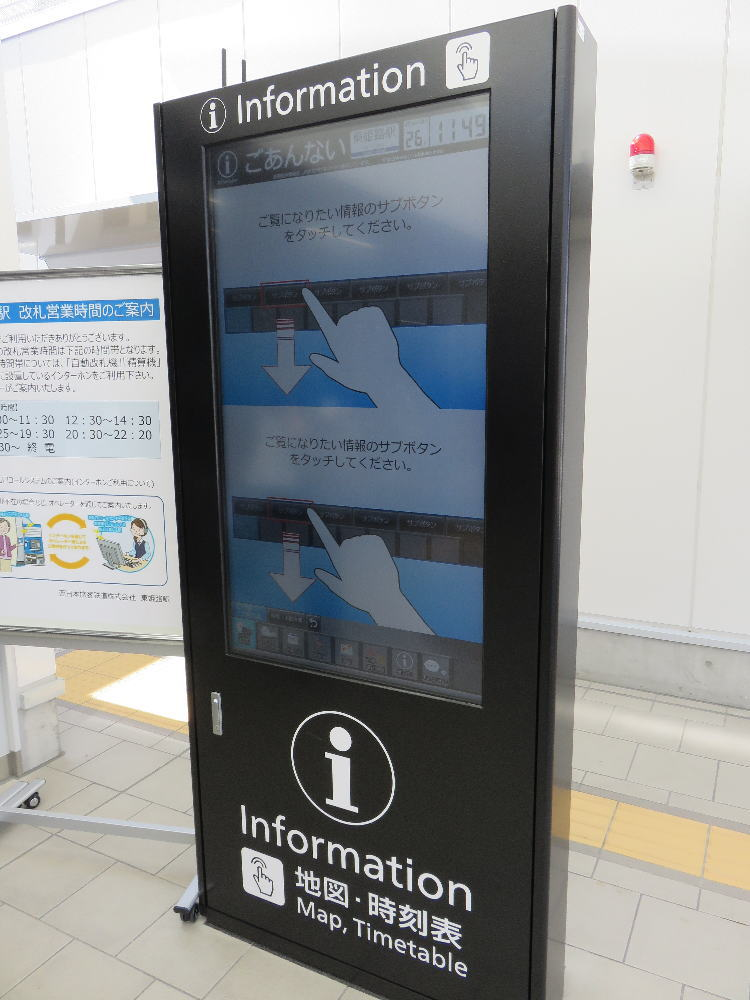
東姫路駅のタッチパネル式案内板

12両編成対応（ホーム長：245 m、ホーム幅：3 – 4 m。）の相対式ホーム2面2線を有する高架駅である。ホーム西半分（6両編成分：123 m）には上屋が設置されている。地上駅舎に自動改札3通路と券売機3台、上下ホームにエレベーターを1基ずつ設置。アーバンネットワークエリアに属しており、ICOCA及び提携ICカードが利用可能。みどりの券売機が設置されている。駅業務はJR西日本交通サービスへ委託されている業務委託駅で一部無人時間（インターホン対応）がある（姫路駅の被管理駅）。駅出入口にタッチパネル式案内板が設置されており周辺地図や時刻表等の確認が出来る。また改札外にトイレ、改札内に駅スタンプが設置されている。

### 接近メロディ
2007年3月18日以降に開業したJR京都線・JR神戸線の新駅には、駅独自の接近メロディが導入されていたが、当駅には導入されておらず、JR神戸線標準接近メロディ「さざなみ」の音質をアレンジした曲が流れる。

### のりば
| のりば | 路線     | 方向 | 行先             |
| ------ | -------- | ---- | ---------------- |
| 1      | JR神戸線 | 上り | 三ノ宮・大阪方面 |
| 2      | JR神戸線 | 下り | 姫路・相生方面   |

- 上表の路線名は旅客案内上の名称（愛称）で表記している。

### ダイヤ
日中時間帯（11 – 15時台）は1時間に2本（約30分間隔）が停車する。朝夕時間帯は本数が多くなる。
三ノ宮・大阪方面上りは、一部を除いて加古川駅で新快速と乗換が出来る。列車種別は大半が西明石駅から快速であるが、22・23時台には西明石行普通列車が設定されている。
下り列車は原則として姫路止まりか網干行であるが、朝晩には上郡行や赤穂線直通播州赤穂行が少数ながら設定されている。

## 利用状況
「兵庫県統計書」によると、2023年度の1日平均乗車人員は1,670人である。JR神戸線内の中で最も利用者が少ない。
開業以降の1日平均乗車人員は以下の通り。
| 年度   | 1日平均 乗車人員 | 出典    |
| ------ | ---------------- | ------- |
| 2016年 | 809              | [ * 1 ] |
| 2017年 | 1,084            | [ * 2 ] |
| 2018年 | 1,256            | [ * 3 ] |
| 2019年 | 1,413            | [ * 4 ] |
| 2020年 | 1,243            | [ * 5 ] |
| 2021年 | 1,320            | [ * 6 ] |
| 2022年 | 1,542            | [ * 7 ] |
| 2023年 | 1,670            | [ * 8 ] |

## 駅周辺
当駅は市川の西岸に位置している。
- 姫路市立すこやかセンター
- 兵庫県立はりま姫路総合医療センター
- 姫路警察署
- 姫路市立東小学校
- ザ・ロイヤルクラシック姫路
- リオス（ショッピングモール）
  - ドン・キホーテ 姫路RIOS店
- スポーツクラブルネサンス姫路
- 日の出緑地
- 阿保緑地
- 兵庫県立ものづくり大学校
- 姫路バイパス 市川ランプ

## バス路線
| 停留所名 | 運行事業者 | 路線名・系統・行先                  |
| -------- | ---------- | ----------------------------------- |
| 東姫路駅 | 神姫バス   | 26系統：姫路駅（北口） / 下太田住宅 |

## 隣の駅
西日本旅客鉄道（JR西日本）
 JR神戸線（山陽本線）
■新快速
通過
■普通（西明石から快速）
御着駅 (JR-A83) - 東姫路駅 (JR-A84) - 姫路駅 (JR-A85)

### 利用状況
統計データ
1. ↑  兵庫県統計書

兵庫県統計書
1. ↑  兵庫県統計書（平成28年）14.3 西日本旅客鉄道株式会社駅別旅客運輸状況
2. ↑  兵庫県統計書（平成29年）14.3 西日本旅客鉄道株式会社駅別旅客運輸状況
3. ↑  兵庫県統計書（平成30年）14.3 西日本旅客鉄道株式会社駅別旅客運輸状況
4. ↑  兵庫県統計書（令和元年）14.3 西日本旅客鉄道株式会社駅別旅客運輸状況
5. ↑  兵庫県統計書（令和２年）14.3 西日本旅客鉄道株式会社駅別旅客運輸状況
6. ↑  兵庫県. “兵庫県統計書令和3年(2021) 14.3 西日本旅客鉄道株式会社駅別旅客運輸状況”. 兵庫県. 2023年5月27日閲覧。
7. ↑  兵庫県. “兵庫県統計書令和4年(2022) 14.3 西日本旅客鉄道株式会社駅別旅客運輸状況”. 兵庫県. 2024年4月21日閲覧。
8. ↑  兵庫県. “兵庫県統計書令和5年(2023) 14.3 西日本旅客鉄道株式会社駅別旅客運輸状況”. 兵庫県. 2025年3月28日閲覧。